# 御嶽和也
御嶽 和也（みたけ かずや、1951年8月14日 - ）は、日本の元男子バレーボール選手である。

## 略歴
神奈川県足柄下郡湯河原町出身・中学3年次よりバレーボールを始める。藤沢商業高等学校（現:藤沢翔陵高等学校）卒業後、日本大学に進学しアタッカーとして活躍する。
1974年に富士フイルム・プラネッツに所属し、セッターへ転身。
1981年に全日本入り、同年ワールドカップに出場。1982年に第10回世界選手権出場、1984年にはロサンゼルスオリンピックに出場と活躍した。1988年ソウルオリンピックではコーチを担当した。
現役引退後は、富士フイルムのコーチ、トレーナーなどを務めた。